# Одеска киностудия
Одеската киностудия е сред най-старите киностудии в Руската империя, СССР и Украйна.

## История
Кратка хронология
- 1919 – образувана на базата на частни кинофабрики.
- 1922 – реорганизирана в Одеска кинофабрика ВУФКУ (Всеукраинско фотокиноуправление).
- 1929 – преименувана в Одеска кинофабрика „Украинфилм“.
- От 1938 до 1941 – Одески киностудия и художествени филми.
- В годините на Великата Отечествена война е влизала в състава на Ташкентското киностудио.
- 1954 – отново работи в Одеса.
- 2005 – реорганизирана в ЗАО (на държата принадлежат контролен пакет от акции).

Подробна история
Одеското киностудио води своята история от 1907 година. Именно тогава кинематографистта М. Гросман е започнал да снима едни от първите отечествени филми. Той създал киноателие „Мироград“, което после е прераснало в кинофабрика.
На 9 януари 1894 година професор на Московския университет М. Любимов е демонстрирал „снаряд за анализа на (стробоскопических) явления“, които в тази година се проектирали от одесита Иосиф Андреевич Тимченко.
През 1910 година М. Гросман управлявал частна кантора на Дерибасовской 18. Фотограф и кинооператор в началото снимали документални и познавателни филми вместо с добре известните кинематографи.
През 1914 година възниква друго ателие „Мизрах“, което е било снимано с актьори на Еврейския Театърен филм „Живот и Смърт“.
По време на първата световна война връзката с чуждестранните партньори е била нарушена и отново в Одеса възникват малки кинопредприятия, средата на които е „Мироград“ произвел за 1918 година 10 картини и „Мизрах“ произвел четири филма за периода 1917 – 1918.
„Мирограф“ се е намирал на участъка № 16 по Малофонтанския Път (сега Френски Булевард) е бил построен стъклена единица павилион. Кинофабриката на К. Борисов така придобила свой павилион. Един от най-големите кинофабрики харковчанина Д. Харинтов построил свое здание на участъка № 33 на Френския Булевард; за снимането на филми с участието на Вери Холодной работещи в тази бригада.
През април 1919 година, която в Одеса дошли части на Червената армия военните оператори снели лентата „Приятната Одеса“.
През 1922 година Украинският Кинокомитет е бил преобразуван във Всесъюзно фотокиноуправление (ВУФКУ) във въведението на които дошли Ялтенската фабрика и три Одески фабрики.
През 1927 година Одеската кинофабрика е призната за една от най-големите в страната.
През 1938 година Одеското студио за художествени филми пуска картини за миналото на украинския народ „Назар Стодоля“, „Кармелюк“; По време на гражданската война в Русия („Митка Лелюк“, „Старата крепост“); за търговския флот („Танкер „Дербент“, „Дъщерята на моряка“).
През периода на 1941 – 1944 години одеските кинемаграфисти приели участие в други киностудия в това число на ташкентското. В частност приели участие в създаването на филмите „Два боеца“, „Насредин в Бухария“, „Човек № 217“, „Аз, черноморец“ по новели за бойните киносборници.
След войната на киностудиото е заснело кинофилма „Жажда“ илюстриращ един от епизодите на отбраната на Одеса.
На фронта за загинали много работници на студиото, режисьори, оператори, актьори, техници. Сред тях има и медицинска сестра Гуля Корольова, която в същата година изпълнявала главната роля в „Партизанска дъщеря“.

## Избрана филмография
- „Смяната започва в шест“ (Смена начинается в шесть, 1959)
- „Зеленият фургон“ (Зелёный фургон, 1959)
- „Повярвайте на променения“ (Исправленному верить, 1959)
- „Как Иван Иванович се скара с Иван Никифорович“ (Как поссорился Иван Иванович с Иваном Никифоровичем, 1959)
- „Жажда“ (Жажда, 1959)
- „Черноморка“ (Черноморочка, 1959)
- „Първият тролейбус“ (Первый троллейбус, 1963)
- „Мястото на срещата да не се променя“ (Место встречи изменить нельзя, 1979)
- „Приключенията на Том Сойер и Хъкълбери Фин“ (Приключения Тома Сойера и Гекльберри Финна, 1981)
- „Зеленият фургон“ (Зелёный фургон, 1983)
- „Военнополеви роман“ (Военно-полевой роман, 1983)
- „По следите на капитан Грант“ (В поисках капитана Гранта, 1986)
- „Астеничен синдром“ (Астенический синдром, 1989)